# رنگین‌کمان ماهی

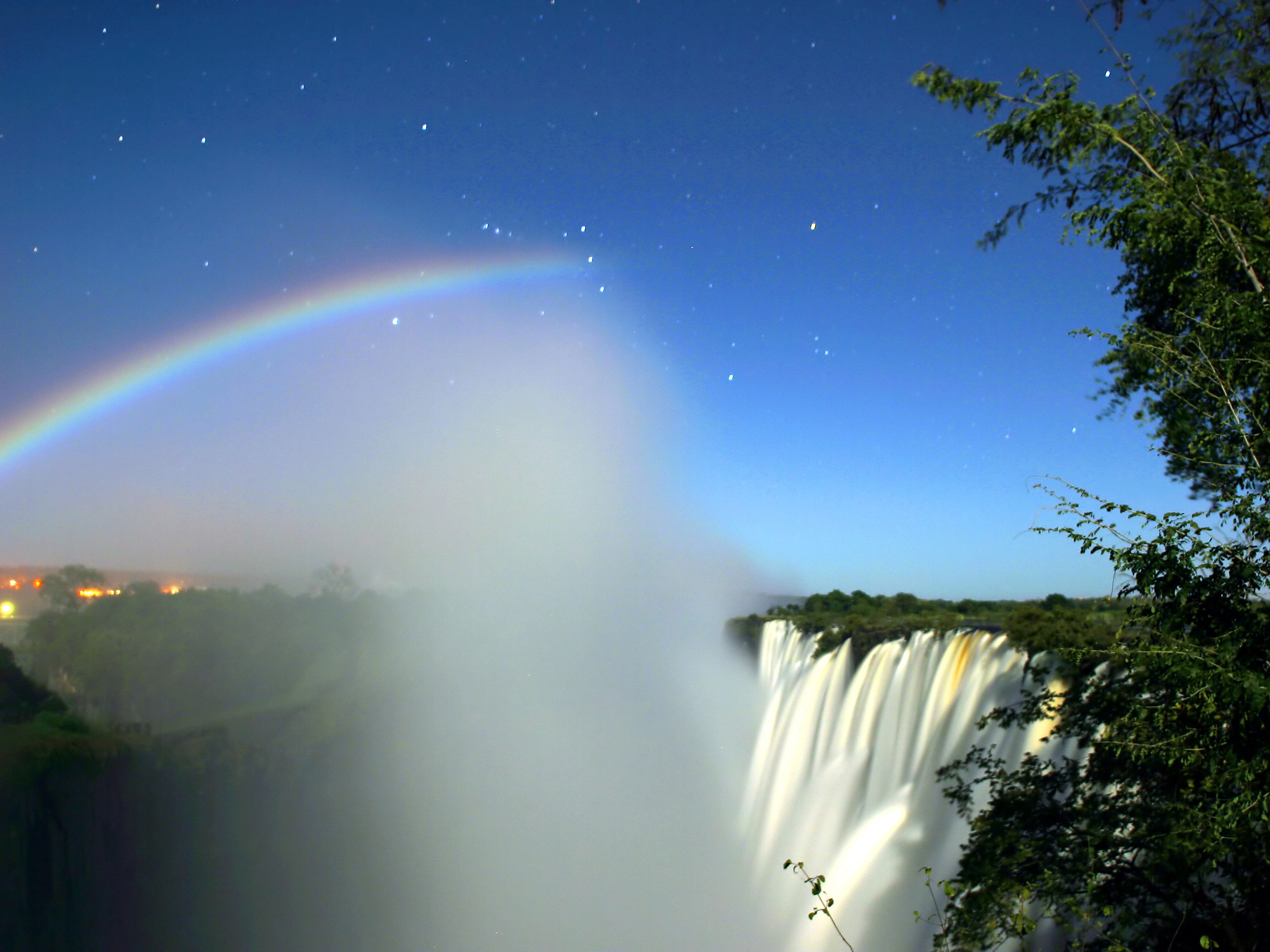
یک ماه‌کمان در آبشار ویکتوریا

رنگین کمان ماهی، رنگین کمانی است که از شکست نور بازتابیده از سطح ماه توسط رطوبت ابرهای هواکره به وجود می‌آید. رنگین کمان ماهی به دلیل مقدار کم نور بازتابیده از سطح ماه، نسبتاً ضعیف استند.